# أبو سعيد عبيد الله بن بختيشوع
أبو سعيد عبيد الله بن بختيشوع طبيب وفيلسوف سرياني نسطوري ينتمي لعائلة بختيشوع، توفي عام 450 هـ /1058. عاش في بغداد وميافارقين كان صديقا لابن بطلان. له عدة مؤلفات في الطب والفلسفة منها:
- رسالة في الطب والأحداث النفسانية.
- مناقب الأطباء.
- الروضة.
- طبائع الحيوان وخواصها ومنافع أعضائها.

## أقرأ أيضا
- بختيشوع

## وصلات خارجية
- لقراءة النسخ الأصلية من مؤلفات أسرة بختيشوع من المكتبة البريطانية 
[وصلة مكسورة]